# Aliangel López
Aliangel Frank López Guerra es un  pelotero de béisbol profesional, (nacido en El Tigre, Estado Anzoátegui, Venezuela, el 18 de febrero de 1994), es lanzador de la Liga Venezolana de Béisbol Profesional (LVBP), para Los Leones del Caracas.